# Okerkleurige piewie
De okerkleurige piewie (Contopus ochraceus) is een zangvogel uit de familie Tyrannidae (tirannen).

## Verspreiding en leefgebied
Deze soort komt voor in Costa Rica en westelijk Panama.

## Status
De grootte van de populatie is in 2022 geschat op 20.000-50.000 volwassen vogels. Op de Rode lijst van de IUCN heeft deze soort de status niet bedreigd.